# Ashes Tour 1953
Die Ashes Tour 1953 war die Tour der australischen Cricket-Nationalmannschaft, die die 38. Austragung der Ashes beinhaltete, und wurde zwischen dem 11. Juni und 19. August 1953 ausgetragen. Die internationale Cricket-Tour war Teil der internationalen Cricket-Saison 1953 und umfasste fünf Test-Matches. England gewann die Serie 1–0.

## Vorgeschichte
Für beide Mannschaften war es die erste Tour der Saison.
Das letzte Aufeinandertreffen der beiden Mannschaften bei einer Tour fand in der Saison 1950/51 in Australien statt.

## Stadien
Die folgenden Stadien wurden für die Tour als Austragungsort vorgesehen.
| Stadion                     | Stadt      | Kapazität | Spiele  |
| --------------------------- | ---------- | --------- | ------- |
| Headingley Stadium          | Leeds      | 17.000    | 4. Test |
| The Oval                    | London     | 23.500    | 5. Test |
| Lord’s Cricket Ground       | London     | 30.000    | 2. Test |
| Old Trafford Cricket Ground | Manchester | 19.000    | 3. Test |
| Trent Bridge                | Nottingham | 15.350    | 1. Test |

## Kaderlisten
Die Mannschaften benannten die folgenden Kader.
| Test | Test |
| England | Australien |
| --- | --- |
| - Leonard Hutton (K) - Tom Bailey - Alec Bedser - Freddie Brown - Denis Compton - Bill Edrich - Godfrey Evans (wk) - Tom Graveney - Don Kenyon - Jim Laker - Tony Lock - Peter May - Reg Simpson - Brian Statham - Roy Tattersall - Fred Trueman - Johnny Wardle - Willie Watson | - Lindsay Hassett (K) - Ron Archer - Richie Benaud - Alan Davidson - Neil Harvey - Jack Hill - Graeme Hole - Bill Johnston - Gil Langley (wk) - Ray Lindwall - Keith Miller - Arthur Morris - Doug Ring - Don Tallon (wk) - Jim de Courcy |

## Tour Matches
Australien bestritt während der Tour 28 Tour-Matches.

## Tests

### Erster Test in Nottingham
| 11. – 16. Juni Scorecard | Nottingham | Australien 249 (140.3) & 123 (39.2) | – | England 144 (72.4) & 120-1 (58) |
|                          |            | Remis                               |   |                                 |

Australien gewann den Münzwurf und entschied sich als Schlagmannschaft zu beginnen.

### Zweiter Test in London
| 25. – 30. Juni Scorecard | London (Lord’s) | Australien 346 (140.4) & 368 (132.5) | – | England 372 (126.5) & 282-7 (126) |
|                          |                 | Remis                                |   |                                   |

Australien gewann den Münzwurf und entschied sich als Schlagmannschaft zu beginnen.

### Dritter Test in Manchester
| 9. – 14. Juli Scorecard | Manchester | Australien 318 (116.3) & 35-8 (18) | – | England 276 (120) |
|                         |            | Remis                              |   |                   |

Australien gewann den Münzwurf und entschied sich als Schlagmannschaft zu beginnen.

### Vierter Test in Leeds
| 23. – 28. Juli Scorecard | Leeds | England 167 (109.4) & 275 (177.3) | – | Australien 266 (82.5) & 147-4 (33) |
|                          |       | Remis                             |   |                                    |

Australien gewann den Münzwurf und entschied sich als Feldmannschaft zu beginnen.

### Fünfter Test in London
| 15. – 19. August Scorecard | London (Oval) | Australien 275 (81.3) & 162 (50.3) | – | England 306 (142.3) & 132-2 (63.5) |
|                            |               | England gewinnt mit 8 Wickets      |   |                                    |

Australien gewann den Münzwurf und entschied sich als Schlagmannschaft zu beginnen.